# Zürcher Geschnetzeltes

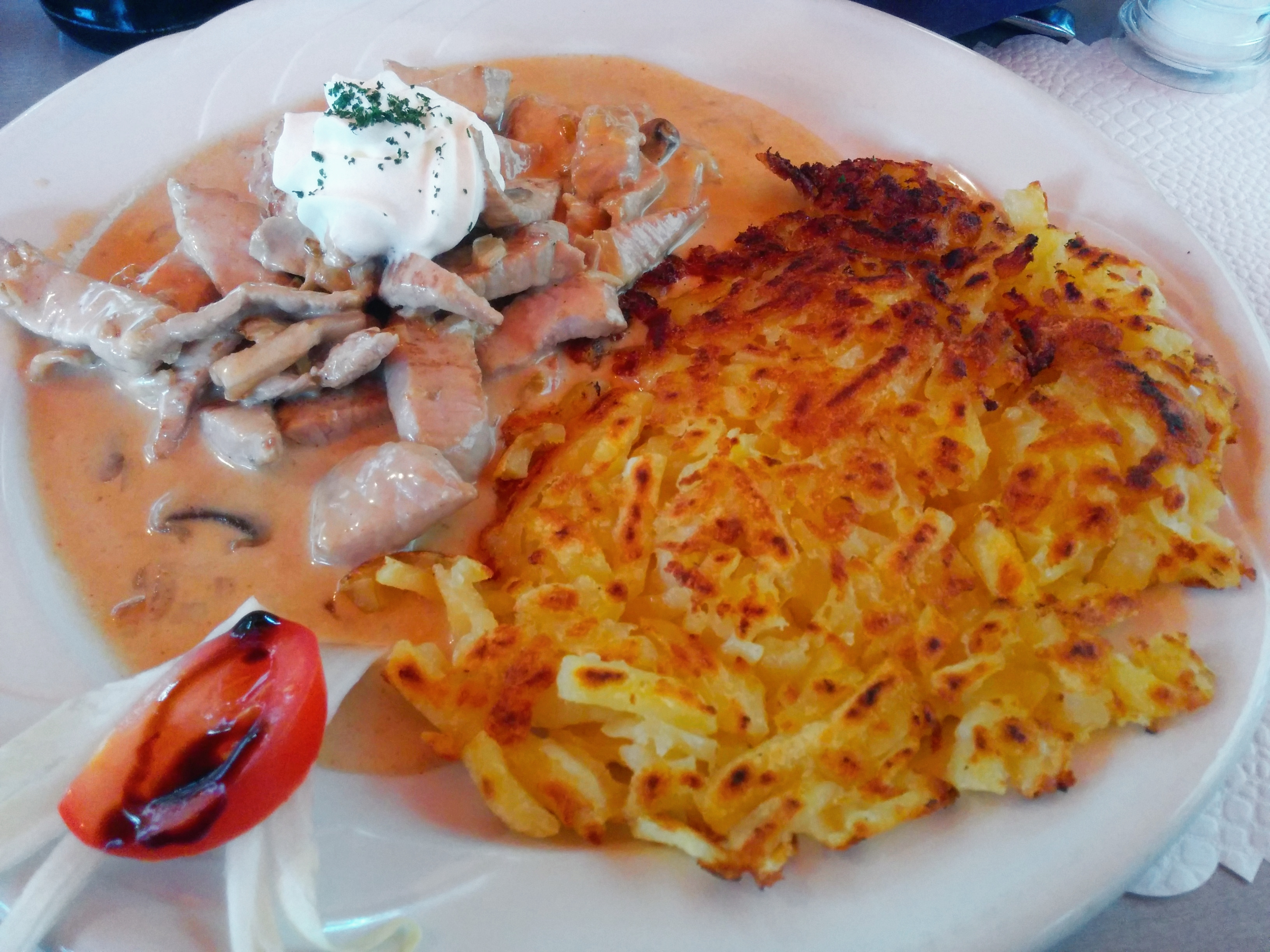
Zürcher Geschnetzeltes mit Rösti als Beilage

Zürcher Geschnetzeltes (zürichdeutsch Züri-Gschnätzlets, französisch émincé de veau à la zurichoise, italienisch sminuzzato alla zurighese, rätoromanisch charn stagliada a la turitgaisa) ist ein kurz sautiertes Gericht aus Kalbfleisch in Rahmsauce.

## Geschichte
Während Rezepte für geschnetzeltes Kalbfleisch bereits im 19. Jahrhundert im Alpenraum verbreitet waren, wurde das Zürcher Geschnetzelte erstmals 1947 in einem Kochbuch erwähnt. In diesem wird es als Gericht aus Kalbfleisch, Weisswein, Rahm und Fleischsauce beschrieben. Heute sind Varianten mit Champignons und Kalbsnieren verbreitet. Es gilt als typisches Gericht der Zürcher Regionalküche.

## Zubereitung
Zur Zubereitung schneidet man Kalbfleisch und gegebenenfalls Kalbsnieren quer zur Faser in kleine, dünne Scheiben, brät sie bei starker Hitze in Butter mit gehackten Zwiebeln kurz an, nimmt sie aus der Pfanne und stellt sie warm. Der Bratensatz wird mit Weisswein, Rahm und Demiglace bzw. Kalbsfond abgelöscht und die Sauce reduziert.  Das Fleisch wird nun in die heisse, aber nicht mehr kochende Sauce gegeben und erwärmt. Darüber werden gedünstete Champignonscheiben als Garnierung gegeben.
Aktuell wird als Standard empfohlen, die Champignons mit den Zwiebeln anzudünsten und die Sauce auf dieser Basis herzustellen. Die Rezeptur des Zürcher Geschnetzelten wurde im Laufe der Zeit häufig verändert. Dabei variieren die Zutaten und deren Zusammenstellung, während die Grundzutaten Kalbfleisch, Rahm und Weisswein als Basis Bestand haben. Als Zürcher Art wird deshalb die Zugabe von einer Champignon-Rahm-Sauce zu einem Gericht bezeichnet, wobei Fleischart und Zusammenstellung beliebig sind.
In der Schweiz wird zum Zürcher Geschnetzelten typischerweise Rösti serviert, verbreitet sind auch Teigwaren und Reis, ebenso wird Kartoffelstock als Beilage empfohlen.

## Sonstiges
- Zürcher Geschnetzeltes hat es 2022 auch in die Schweizer Kriminalliteratur geschafft.[3]